# ميخاو جيفواكوف

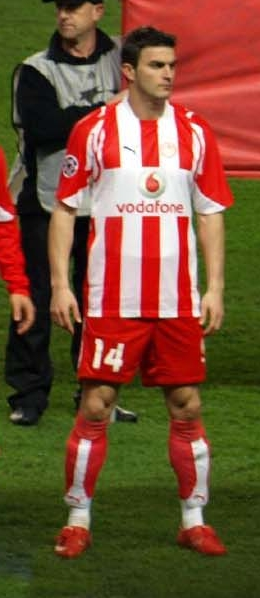
ميخاو جيفواكوف

ميخاو جيفواكوف ((بالبولندية: Michał Żewłakow)‏)، من مواليد 22 ابريل 1976 في وارسو في بولندا، هو لاعب كرة قدم بولندي سابق.
يلعب مع نادي أولمبياكوس اليوناني منذ عام 2006.
بدأ باللعب مع منتخب بولندا لكرة القدم في عام 1999.

## مسيرته الكروية
لعب ميخاو جيفواكوف خلال مسيرته الاحترافية مع 8 أندية في واحد وعشرون موسمًا وسجل خلالها 15 هدفًا ضمن 484 مباراة. حيث فاز في أربعة مواسم بالكأس وفي ستة مواسم بالدوري.
خاض ميخاو جيفواكوف مسيرته مع نادي بولونيا وارسو في موسم 1993–94 ليلعب معه خمسة مواسم، مشاركًا في 120 مباراة سجل خلالها 6 أهداف. ثم انتقل إلى نادي بيفيرين في موسم 1998–99 لمدة موسم واحد، حيث شارك في 24 مباراة سجل خلالها هدفًا واحدًا. لينتقل بعدها إلى نادي موسكرون في موسم 1999–00 واستمر معه طيلة ثلاثة مواسم، مشاركًا في 93 مباراة سجل خلالها هدفًا واحدًا أيضًا. ثم انتقل إلى نادي رويال أندرلخت في موسم 2002–03 ليلعب معه أربعة مواسم، مشاركًا في 96 مباراة سجل خلالها 3 أهداف. هذا وانتقل لاحقًا إلى نادي أولمبياكوس في موسم 2006–07 ليلعب معه أربعة مواسم، مشاركًا في 84 مباراة سجل خلالها 3 أهداف أيضًا. ثم انتقل بعدها إلى نادي أنقرة غوجو في موسم 2010–11 لمدة موسم واحد، مشاركًا في 19 مباراة سجل خلالها هدفًا واحدًا. ليعود وينتقل من جديد، لكن هذه المرة إلى نادي ليغيا وارسو في موسم 2011–12 ولمدة موسمين، مشاركًا في 44 مباراة ولم يسجل أي هدف.

## روابط خارجية
- ميخاو جيفواكوف على موقع الاتحاد الدولي (مؤرشف)  (الإنجليزية)
- ميخاو جيفواكوف على موقع الاتحاد الأوربي (الإنجليزية)
- ميخاو جيفواكوف على موقع اتحاد تركيا (لاعب) (الإنجليزية)
- ميخاو جيفواكوف على موقع قاعدة بيانات كرة القدم.إي يو (الإنجليزية)
- ميخاو جيفواكوف على موقع ليكيب (الفرنسية)
- ميخاو جيفواكوف على موقع ناشيونال فوتبول تيمز (الإنجليزية)
- ميخاو جيفواكوف على موقع Soccerway.com (الإنجليزية)
- ميخاو جيفواكوف على موقع عالم كرة القدم.نت (الإنجليزية)